# Music for the Morons
Music for the Morons är det svenska skatepunkbandet Stoneds debutalbum, utgivet 1995.

## Låtlista
1. "One Day" - 2:25
2. "Cuestick Chavez" - 1:59
3. "Big Dent" - 2:36
4. "The Trooper" - 1:49
5. "Pizza Pete" - 2:48
6. "Fantasy Trip" - 2:03
7. "Smile" - 2:03
8. "Studman" - 2:44
9. "Rock Song" - 1:49
10. "Senor Couch" - 1:09
11. "Disfigurative" - 1:50
12. "Partyland" - 2:06
13. "Crazy Dick" - 2:40
14. "Jukebox Jim" - 1:52

### Fotnoter
1. ↑  ”Stoned”. Skatepunkers Wikia. http://skatepunkers.wikia.com/wiki/Music_For_the_Morons%28Album%29. Läst 4 april 2012.